# 草坝镇 (雅安市)
草坝镇，是中华人民共和国四川省雅安市雨城区下辖的一个乡镇级行政单位。2019年12月，撤销凤鸣乡和合江镇，将原凤鸣乡、原合江镇和原大兴镇周山村、万坪村、九龙村、简坝村、徐山村、范山村所属行政区域划归草坝镇管辖。

## 行政区划
草坝镇下辖以下地区：
草坝社区、草坝村、新时村、河岗村、幸福村、林口村、石坪村、水口村、栗子村、均田村、水津村、金沙村、香花村、广华村、飞梁村、清溪村、石桥村和洪川村。